# 金默如
金默如（1938年—2019年2月7日），出生于北京，爱新觉罗后裔，中国花鸟画家，中央文史研究馆馆员，中国美术家协会会员。1956年拜花鸟画家王雪涛为师